# Вељкови дани
Вељкови дани су књижевна манифестација посвећена српском писцу Вељку Петровићу коју организује Градска библиотека „Карло Бијелицки“ у Сомбору под покровитељством Општине Сомбор.
Вељко Петровић је био приповедач, песник, енциклопедист, историчар уметности, новинар, међу ретким личностима која је поседовала знања и вештине у многим подручјима, и манифетација Вељкови дани има за циљ да пажљиво проучава сваку од ових побројаних стваралачких многоликости великог Сомборца.

## СтварањеВељкових дана
Аутори и идејни твораци Вељкових дана и награде за приповедачки рад Вељкова голубица, били су дугогодишњи библиотекар Градске библиотеке "Карло Бијелицки" Радивој Стоканов и књижевник Мирослав Јосић Вишњић.

### Радивој Стоканов
Радивој Стоканов (1949 - 2013) је био књижевни теоретичар, историчар, критичар, есејиста, уредник. Радио је у Градској библиотеци "Карло Бијелицки" у Сомбору непуне четири деценије и био дугогодишњи руководилац Завичајног одељења.
Радећи у библиотеци "Карло Бјелицки" у Сомбору, 25 година је уређивао часопис за културу "Домети", покренуо Вељкове дане у Сомбору и проучавао дело и живот Лазе Костића. У 15 радова објављених у књизи "Траговима Лазе Костића" сабрао је све што је три деценије истраживао о раду и животу великог песника српског романтизма. Откривени су и нови моменти Костићевог живота у Сомбору од 1895. до смрти 1910. године.
Обиман дневник о истраживачком раду и сусретима с познатим личностима остао је у рукописима. 
Јануара 2013, уручена му је Награда "Дејан Медаковић" за ново читање Лазе Костића. Жири у саставу Др Драшко Ређеп, Јован Ћирилов и Радован Поповић сврстао Стоканова у звучне лауреате престижне награде.

## Установљене награде

#### Награда „Вељкова голубица”
Завршницу на Вељковим данима представља проглашење добитника награде која се додељује сваке године српском писцу за целокупно приповедачко дело од изузетне уметничке вредности. Награда носи назив према чувеној Петровићевој приповеци Вељкова голубица. Према Правилнику о награди, добитник награде добија Вељкову голубицу од теракоте, повељу и новчану награду. У склопу одржавања Вељкових дана планирано је штампање зборника саопштења Вељкових дана за претходну одржану манифестацију као и штампање Антологија у едицији „Вељкова голубица”, књига добитника награде за претходно одржану манифестацију.

#### Награда „Голубић”
Сем награде „Вељкова голубица”, Вељкови дани установили су и другу, награду „Голубић”, као подстицај ђацима-приповедачима. Награда се додељује за најуспелију причу ученика основних и средњих школа у Србији и у региону. Награду „Голубић” чини новчана награда, чланска карта Библиотеке и штампање књиге награђеног ученика у издању Сомборске библиотеке.
Награда се додељује од четвртих Вељкових дана, када је додељена за најуспелију причу ученика основних и средњих школа западнобачког округа, да би од петих Вељкових дана постала стална награда за коју ће се такмичити ученици свих школа у Србији и региону.
Награда се додељује у три категорије: 
- У категорији ученика основних школа од првог до четвртог разреда,
- у категорији ученика основних школа од петог до осмог разреда и
- у категорији ученика средњих школа.

Сем награда у ове три категорије додељује се и специјална награда Гран при Голубић.

## Хронологија
Од свог настанка па до 2019. године манифестација је имала карактер једногодишње манифестације, и од тада одлуком управног одбора и на предлог организационог одбора Вељкових дана добија карактер двогодишње манифестације и траје два дана као и до тада.

### I Вељкови дани
Први Вељкови дани су одржани 13. и 14. октобра 2007. године под покровитељством Општине Сомбор. У два дана, на сесијама, које су биле посвећене приповедачкој уметности Вељка Петровића и савременој српској приповеци, поднесено је више вредних саопштења. О Вељку приповедачу своје радове изложили су Драшко Ређеп, Славко Гордић, Саша Хаџи Танчић, Марко Недић, Горана Раичевић, Мирослав Јосић Вишњић, Драгољуб Гајић, Михајло Пантић и Радивој Стоканов. О стању у савременој српској приповеци говорили су Михајло Пантић, Мирослав Јосић Вишњић, Стојан Ђорђић, Часлав Ђорђевић и Ђорђе Писарев.
Пратећи програм првих Вељкови дана било је књижевно вече 13. октобра у Српској читаоници "Лаза Костић", посвећено изласку другог, проширеног издања Вељкове епистоларне биографије Воћка на друму Радована Поповића, уз учешће  рецензената Драшка Ређепа, Радивоја Стоканова, и Мирослава Јосића Вишњића.
Награда Вељкова голубица 2007, која се додељује за целокупно приповедачко дело, припала је Мирославу Јосићу Вишњићу.

### II Вељкови дани
Други Вељкови дани су одржани 11. и 12. октобра 2008. године. У два дана, на округлим столовима на теме "Песничко дело Вељка Петровића" и "Књижевни портрет Мирослава Јосића Вишњића" поднесено је више саопштења. О Вељковој поезији говорили су проф. др Славко Гордић, проф. др Сава Бабић, проф. др Јован Пејчић, проф. др Миливој Ненин и проф. др Тихомир Петровић. Јосићево приповедачко умеће представили су др Марко Недић, мр Слађана Илић, мр Соња Капетанов и Радивој Стоканов.
Првог дана књижевне смотре представљен је Зборник саопштења Вељкови дани 2007, са сесијама о Приповедачком делу Вељка Петровића и о Савременој српској приповеци. Другог дана промовисана је "Антологија", књига приповедака прошлогодишњег, првог добитника награде Вељкова голубица Мирослава Јосића Вишњића.
Награда Вељкова голубица 2008, која се додељује за целокупно приповедачко дело, припала је приповедачу и романсијеру Драгославу Михаиловићу.

### III Вељкови дани
Трећи Вељкови дани су одржани 16. и 17. децембра 2009. године. Први дан, 16. децембар био је посвећен енциклопедистици Вељку Петровићу – чувеном подухвату, када је за Станојевићеву Народну енциклопедију Срба, Хрвата и Словенаца сам исписао 350 енциклопедијских јединица о српским писцима и уметницима.
О Вељку енциклопедисти говорили су: проф. др Славко Гордић, проф. др Никола Грдинић, проф. др Јован Пејчић, Радивој Стоканов и књижевник Мирослав Јосић Вишњић.
Представљен је "Зборник саопштења Вељкови дани 2008", са прилозима округлог стола о Вељку Петровићу, песнику и Мирославу Јосићу Вишњићу, првом добитнику награде за свеукупно приповедачко стваралаштво од изузетне уметничке вредности.
Другог дана, 17. децембра, приређен је књижевни портрет посвећен прошлогодишњем добитнику награде Вељкова голубица, академику Драгославу Михаиловићу и његове књиге изабраних приповедака "Богиње", друге у едицији Вељкова голубица. Уз Драгаослава Михаиловића о његовом приповедачком стваралаштву говорили су: проф. др Михајло Пантић, др Марко Недић, мр Милета Аћимовић Ивков и књижевник Мирослав Јосић Вишњић.
Награда Вељкова голубица 2009, која се додељује за целокупно приповедачко дело, припала је Данилу Николићу.

### IV Вељкови дани
Четврти Вељкови дани су одржани  09. и 10. децембра 2010.године. Први дан, 09. децембар 2010. године био је посвећен Вељку Петровићу есејисти као и Књижевном портрету Данила Николића, прошлогодишњем добитнику Велкове голубице.
Аутори и излагачи сесија посвећених теми "Вељко Петровић – есејист" су били Саша Радојчић, Никола Грдинић, Славко гордић и Ана Вељковић.
Аутори и излагачи сесија на тему "Књижевни портрет Данила Николића" били су Марко Недић, Мило Ломпар и  Драгољуб Д. Гајић.
Награда Голубић 2010, као подстицај ђацима - приповедачима је додељена другог дана одржавања манифестације, 10. децембра.
Награда је додељена за најуспелију причу ученика основних и средњих школа западнобачког округа у три категорије:
- У категорији основних школа:

I награда: Велиша Голубовић за причу Бата Петак - 8. разред, Основна школа "Иса Бајић", Кула
II награда: Анита Вировитица за причу "Ципеле" - 6. разред, Основна школа "Киш Ференц", Свилојево
III награда: Радмила Бјелопетровић за причу "Успомена" - 6. разред, Основна школа "22 октобар", Бачки Моноштор
- У категорији средњих школа:

I награда: Јована Стајин за причу "Наслеђе" - 2. разред, Гимназија "Вељко Петровић", Сомбор
II награда: Катарина Радић за причу "Јесен и црна рупа у мом стомаку" - 3. разред Гимназија "Вељко Петровић", Сомбор
III награда: Ивана Вицаи за причу "Руке" - 2. разред, Гимназија "Вељко Петровић", Сомбор
Специјалну награду Гран при Голубић 2010. за причу "Љубав" као пидстицај за литерално стваралаштво додељен је ученици 1. разреда основне школе "Мирослав Антић" Оџаци Филипи Штакић.
Награда Вељкова голубица 2010, која се додељује за целокупно приповедачко дело, припала је Радовану Белом Марковићу.

### V Вељкови дани
Пети Вељкови дани су одржани 14. и 15. децембра 2011.године.
Првог дана, 14. децембара одржан је округли сто "Књижевни погледи Вељка Петровића". Учествовали су проф. др Зоја Карановић, проф. др Томислав Цветковић, проф. др Никола Грдинић и мр Светлана Торњански Брашњовић. Радивој Стоканов, уредник Вељкових дана је представио је "Зборник саопштења Вељкови дани 2010."
Проглашени су добитници награде Голубић 2011. за најуспелију причу ученика основних и средњих школа:
Гран при Голубић 2011. је додељен је Николи Боровчанину, ученику 7. разреда Основне школе „Свети Сава“ из Београда.
- У категорији ученика основних школа од првог до четвртог разреда:

III Награда: Владимир Павловић за причу "Школа За Мишеве" - 3. разред, Основна школа „Четврти Краљевачки Батаљон“, Краљево
II Награда: Наталија Јовић за причу "Прича о девојчици Сари" - 3. разред Основна школа "Аврам Мразовић", Сомбор
I Награда: Лука Максимовић за причу Човек Претворен У Миша - 3. разред, Основна школа "Цар Константин", Ниш
- У категорији ученика основних школа од петог до осмог разреда:

III Награда: Дамјана Перенчевић за причу "Ја сам била морска вила" - 6. разред, Основна школа "Никола Тесла", Кљајићево
II Награда: Катја Димов за причу "Ко рано рани - две среће граби?!" – 5. разред, Песничка Радионица - Народна Библиотека "Детко Петров", Димитровград
I Награда: Стефан Грбић за причу "Да се речи пеку као хлеб, не би се гутале као кнедле" - 8. разред, Основна школа "Васа Чарапић", Бели Поток
- У категорији ученика средњих школа:

III Награда: Наталија Коцић за причу "Сањари" - 3. разред, Гимназија "Бора Станковић", Ниш
II Награда: Снежана Костић за причу "Зоја, прича без повратка" - 4. разред, Гимназија, Пирот
I Награда: Катарина Радић за причу "Прича једне посебне муве" - 4. разред, Гимназија "Вељко Петровић", Сомбор
Другог дана 15. децембара представљен је Књижевни портрет Радована Белог Марковића, добитника награде Вељкова голубица за 2010. 
Представљена је књига изабраних прича и приповетка Радована Белог Марковића "О свему ће причати Гаврило", четврте књиге у библиотеци Вељкова голубица. Учествовали су др Марко Недић, др Стојан Ђорђић, мр Слађана Илић, Дарен Миливојевић и Радован Бели Марковић.
Награда Вељкова голубица 2011, која се додељује за целокупно приповедачко дело, припала је Радославу Братићу.

### VI Вељкови дани
Шести Вељкови дани су одржани 15. и 16. новембра 2012. године.
Првог дана, 15. новембара одржан је округли сто "Вељко Петровић историчар новије српске уметности и ликовни критичар".  Учествовали су мр Снежана Тошева, мр Бранка Гугољ, Бранка Иванић, др Срђан Марковић и Чедомир Јаничић. Радивој Стоканов, уредник, представио је "Зборник саопштења Вељкови дани 2011."
Другог дана, 16. новембара одржана је промоција књиге "Бајка о другом Њутновом закону и друге приче" Николе Боровчанина, добитника награде Гран при Голубић за 2011 Учествовали су Ратомир Рале Дамјановић, Миљан Прљета и Никола Боровчанин.
Проглашени су добитници награде Голубић 2012 за најуспелију причу ученика основних и средњих школа:
Гран при Голубић 2012. освојио је Милутин Стојић за причу "Плаво – зелени свет"; 6. разред, Основна школа "Васа Чарапић", Бели Поток.
- У категорији ученика средњих школа:

I Награда: Милена Радуновић за причу "Фродериков сан" - 3. разред, Гимназија "Вељко Петровић", Сомбор
II Награда: Филип Живановић за причу "Чист Метал И Брзина", 4. разред, Гимназија "Вук Караџић", Лозница
III Награда: Рахмана Коленда за причу "Лептир вам прича" - Сарајево
- У категорији ученика основних школа од петог до осмог разреда:

I Награда: Марија Маринковић за причу "Посвађано посуђе" - 6. разред, Основна школа "Васа Чарапић", Бели Поток
II Награда: Никола Боровчанин за причу "Сојка или Фема? вечита дилема та српска мигрена" - 8. разред, Основна школа "Свети Сава", Београд
III Награда: Ирина Ковачи за причу "Плашљиви змај" - 7. разред, Основна школа "Иво Лола Рибар", Сомбор
- У категорији ученика основних школа од првог до четвртог разреда:

I Награда: Лука Глишовић за причу "Бајка О Несташном Мраву" - 3. разред, Основна школа "Вук Караџић", Чачак
II Награда: Лука Максимовићза причу "Чудесни Аутобус" - 4. разред, Основна школа "Цар Константин", Ниш
III Награда: Мина Црногорацза причу "Бастијан И Улица Цвећа" - 4. разред, Основна школа "Мома Станојловић", Крагујевац
Одржано је представљање књижевног портрета Радослава Братића, добитника награде Вељкова голубица 2011 и  књиге изабраних приповедака истог аутора "Дошао сам на свет с лепом раном и друге приче", пете у библиотеци Вељкова голубица. Учествовали су др Марко Недић, проф. др Јован Делић, проф. др Војо Ковачевић, мр Радмила Поповић и Радослав Братић.
Награда Вељкова голубица 2012, која се додељује за целокупно приповедачко дело, припала је Милисаву Савићу.

### VII Вељкови дани
Седми Вељкови дани су одржани 5. и 6. децембра 2013. године.
Првог дана, 5. децембара одржан је округли сто "Равница Вељка Петровића". Учествовали су проф. др Тихомир Петровић, проф. др Милош Ковачевић, проф. др Јован Пејчић, проф. др Саша Радојчић и Бранко Ћурчић.
Владимир Јерковић, в.д. директора Библиотеке је представио "Зборник саопштења Вељкови дани 2012."
Другог дана, 6. децембара одржана је Промоција књиге "Плаво зелени свет" Милутина Стојића добитника награде Гран при Голубић 2012. Учесници су били Милутин Стојић, аутор, Лазар Стојић, илустратор књиге и чланови литерарне секције Јована Ивановић и Ненад Вукелић из Основне школе "Васа Чарапић", Бели Поток.
Проглашени су добитници награде Голубић 2013 за најуспелију причу ученика основних и средњих школа:
Гран при Голубић 2013  освојила је Филипа Штакић за причу "Чудесно пријатељство"; 4.разред, Основна школа "Мирослав Антић", Оџаци.
- У категорији ученика основних школа од првог до четвртог разреда:

I Награда: Лука Баровић за причу "Савршен дан" - 4. разред, Основна школа "Владислав Рибникар", Београд
II Награда: Теодора Васиљевић за причу "Рупа" - 4. разред, Књижевна радионица Народне Библиотеке "Стефан Првовенчани", Краљево
III Награда: Милош Самарџић за причу "Двије ријеке" - 4. разред, Основна школа "Вук Караџић", Власеница, Република Српска 
- У категорији ученика основних школа од петог до осмог разреда:

I Награда: Александра Симић за причу "Пасји живот" - 7. разред, Основна школа "Мирко Томић", Обреж
II Награда: Дуња Вићентијевић за причу "Фејсбук бајка" - 8. разред, Основна школа "Васа Чарапић", Бели Поток
III Награда: Јелена Топалов за причу "Дан и ноћ" -  8. разред, Основна школа "Иво Лола Рибар", Сомбор
- У категорији ученика средњих школа:

I Награда: Анастасија Ђуран за причу "Жути кофер" - 4. разред, Гимназија "Вељко Петровић", Сомбор
II Награда: Милана Грбић за причу "Први сусрет" - 3. разред, Гимназија "Душан Васиљев", Кикинда
III Награда: Вукашин Батинић за причу "Тек започети портрет чежње" - Гимназија "Вељко Петровић", Сомбор
Књижевни портрет Милисава Савића, добитника награде Вељкова голубица 2012 представили су Зоран Радисављевић, уредник Политике, проф. Тиодор Росић, проф. др Тихомир Петровић, Ненад Шапоња, књижевни критичар и Милисав Савић, аутор.
Награда Вељкова голубица 2013, која се додељује за целокупно приповедачко дело, припала је Саши Хаџи Танчићу.

### VIII Вељкови дани
Осми Вељкови дани су одржани 15. и 16. децембара 2014. године.
Првог дана, 15. децембара приказан је филм о Вељку Петровићу "Од Раванграда до Београда".
Одржана је Промоција књиге "Цветање у тами" Филипе Штакић добитнице награде Гран при Голубић за 2013. Учесници су били: Филипа Штакић, Драгана Штакић и Тихомир Петровић.
Проглашени су добитници награде Голубић 2014. за најуспелију причу ученика основних и средњих школа:
Гран при Голубић 2014. освојио је Милош Михаиловић за причу "О лири и мртвим псима"; 3. разред, Гимназија "Вељко Петровић", Сомбор.
- У категорији ученика основних школа од првог до четвртог разреда:

I Награда: Матија Деспотовић за причу "Оловка, гумица, свеска" - 3. разред, Основна школа "Филип Вишњић", Београд
II Награда: Вилдана Алајбеговић за причу "Прича мог деде" - 4. разред, Седма основна школа, Блажуј-Илиџа
III Награда: Катарина Вулић за причу "Чаробни магнет" - 4. разред, Основна школа "Станислав Сремчевић", Крагујевац
- У категорији ученика основних школа од петог до осмог разреда:

I Награда: Катарина Ковачевић за причу "Писмо мог кућног љубимца" - 5. разред, Основна школа "Васа Чарапић" Бели Поток
II Награда: Лука Баровић за причу "Баш мој челик" - 5. разред, Огледна основна школа "Владислав Рибникар", Београд
III Награда: Мина Анђелковић за причу "Лила" - 6. разред, Основна школа "Љупче Николић", Алексинац
- У категорији ученика средњих школа:

I Награда:Радован Синђелић за причу "Петровданска ноћ" - 3. разред, Школа примењених уметности, Шабац
II Награда: Исидора Крагуљац за причу "Фабричка грешка" - 2. разред, Гимназија, Врњачка Бања
III Награда: Бојана Вуковић за причу "Суперхероји данашњице" - 2. разред, Гимназија "Вељко Петровић", Сомбор
Другог дана, 16. децембара оттварена је  изложба "Бдење међу књигама" чији је аутор Срђан В. Стојанчев, председник Српског библиофилског друштва(Београд).
Саша Радојчић, Сања Голијан Елез, Жељко Вучковић, Тихомир Петровић преставили су  књижевни портрет Саше Хаџи Танчића, добитника награде Вељкова голубица за 2013.
Награда Вељкова голубица 2014, која се додељује за целокупно приповедачко дело, припала је Михајлу Пантићу.

### IX Вељкови дани
Девети Вељкови дани су одржани 10. и 11. децембра 2015. године.
Првог дана, 10. децембра у оквиру програма, одржана је промоција књиге "Ереја" Милоша Михаиловића, добитника награде Гран при Голубић 2014. На промоцији су говорили Тихомир Петровић, председник организационог одбора Вељкових дана, Лидија Неранџић Чанда, председница жирија, Снежана Клепић, члан жирија и Милош Михаиловић, аутор.
Након промоције проглашени су добитници награде Голубић 2015. за најуспелију причу ученика основних и средњих школа:
Гран при Голубић 2015. освојила  је Јована Громовић за причу "Стварање"; 1. разред, Гимназија "Вељко Петровић", Сомбор.
- У категорији ученика основних школа од првог до четвртог разреда:

I Награда: Антонија Настић за причу "Гумица" - 4. разред, Основна школа "Младост", Нови Београд
II Награда: Софија Басарић за причу "Прича једног снешка" - 3. разред, Основна школа "Петар Кочић", Инђија
III Награда: Давид Завишић за причу "Октобарске боје" - 4. разред, Основна школа "Свети Кирило и Методије", Нови Сад
- У категорији ученика основних школа од петог до осмог разреда:

I Награда: Амина Салиховић за причу "Прича старе чесме" - 5. разред, Основна школа "Рифат Бурџовић Тршо", Нови Пазар
II Награда: Марко Ковачевић за причу "У потрази за пријатељем" - 9. разред, Основна школа "Сутјеска", Подгорица
III Награда: Милан Мутавџић за причу "Моја прича  о плавом" - 7. разред, Основна школа "Васа Чарапић", Бели Поток
- У категорији ученика средњих школа:

I Награда:Јована Громовић за причу "Стварање" - 1. разред, Гимназија Вељко Петровић, Сомбор
II Награда: Алекса Дамњановић за причу "Усуд" - 4. разред, Неготинска гимназија, Неготин
III Награда: Исидора Крагуљац за причу "Светиња" - 3. разред, Гимназија Врњачка Бања, Врњачка Бања
Другог дана, 11. децембра, одржан је књижевни портрет прошлогодишњег лауреата Михајла Пантића. У програму су учествовали Владимир Јерковић, директор Библиотеке, Тихомир Петровић, председник организационог одбора Вељкових дана, Гојко Божовић, главни и одговорни уредник ИК Архипелаг, Нада Душанић, књижевница, Драган Бабић, књижевни критичар, Давид Кецман Дако, књижевни критичар, Миливоје Млађеновић, књижевник и Михајло Пантић, приповедач, књижевни критичар.
Награда Вељкова голубица 2015, која се додељује за целокупно приповедачко дело, припала је Миру Вуксановићу.

### X Вељкови дани
Десети  "Вељкови дани" су одржани 8. и 9. децембра 2016. године.
Први дан, 8. децембар обележен је округлим столом на тему "Легат Вељка Петровића". Учесници округлог стола били су Ксенија Самарџија, кустос Куће легата Филип Брусић-Ренауд, Радован Поповић, Милан Степановић и др Мирослав Стојисављевић. 
Кустос Куће легата говорио је о заоставштини Вељка Петровића и том приликом посетиоци су, на крају свечаности, погледали поставку дела архивске грађе из легата под називом "Сомбор Вељка Петровића".
Другог дана, 9. децембра, приказана је епизода из серијала "Кад сам био мали" о Вељку Петровићу.
Проглашени су добитници награде Голубић 2016. за најуспелију причу ученика основних и средњих школа:
Гран при Голубић 2016. је освојио Петар Лучић за причу "Огради"; 1. разред, Гимназија, Живинице.
- У категорији ученика основних школа од првог до четвртог разреда:

I Награда: Никола Петковић за причу "Увек мисли својом главом" -  4. разред, Основна школа "Стефан Немања", Ниш
II Награда: Милица Равњак за причу "Пас и телефон" - 3. разред, Основна школа "Браћа Груловић", Бешка
III Награда: Тара Милетић за причу "Помало смешна бајка" -  4. разред, Основна школа "Даринка Павловић", Куршумлија
- У категорији ученика основних школа од петог до осмог разреда:

I Награда: Дуња Вићентијевић за причу "Гласови у ветру" - 8. разред, Основна школа "Васа Чарапић", Бели Поток
II Награда: Лука Баровић за причу "Наговештај" - 7. разред, Основна школа "Владислав Рибникар", Београд
III Награда: Милица Здравковић за причу "Свет иза зидова" - 7. разред Основна школа "Васа Чарапић", Бели Поток
- У категорији ученика средњих школа:

I Награда: Јован Милинковић за причу "Човек постаје слободан својом одлуком, отпором, непристајењем" - 4. разред, Гимназија, Ивањица
II Награда: Јана Стојисављевић за причу "Камелеон" - 1. разред, Гимназија "Вељко Петровић", Сомбор
III Награда: Зорана Шарчевић за причу "Уметничко дело које ме је импресионирало" - 3. разред, Гимназија, Ивањица
Представљен је књижевни портрет Мира Вуксановића, добитника награде Вељкова голубица 2015. Тим поводом говорили су проф. др Славко Гордић, проф. др Петар Пијановић, Радован Бели Марковић, проф. др Стојан Ђорђић, проф. др Радивоје Микић, проф. др Љиљана Пешикан Љуштановић, проф. др Мирјана Д. Стефановић, Селимир Радуловић, проф. др Саша Радојчић, Ненад Станојевић, Драган Бабић, проф. др Тихомир Петровић и академик Миро Вуксановић.
Награда Вељкова голубица 2016, која се додељује за целокупно приповедачко дело, припала је Давиду Албахарију.

### XI Вељкови дани
Једанаести Вељкови дани су одржани 14. и 15. децембра 2017. године. 
Првог дана, 14. децембра обележен је округлим столом на тему "Родољубље Вељка Петровића". Учесници Округлог стола били су проф. др Јован Пејчић, др Мићо Цвијетић и проф. др Миливоје Млађеновић. Свечаност је отворила Марија Чачић, руководилац Завичајног одељења. Уводно слово дао је проф. др Тихомир Петровић, председник Организационог одбора Вељкових дана.
Другог дана, 15. децембра испред зграде Библиотеке откривено је спомен-обележје Вељку Петровићу, дар граду Удружења грађана "Мој Сомбор". Присутнима се обратио Игор Тумбас, председник Удружења. Свечаност је увеличала беседа о Вељку Петровићу коју је изговорио академик Миро Вуксановић. Споменик су открили представници Удружења грађана "Мој Сомбор", градоначелница Душанка Голубовић и академик Миро Вуксановић.
Током трајања другог дана манифестације представљен је "Књижевни годишњак Гимназије "Вељко Петровић" чији су издавачи Гимназија и Градска библиотека "Карло Бијелицки". На промоцији су учествовали главни уредник часописа, Марко Милеуснић, наставник филозофије и ученици Гимназије чији су радови у њему објављени.
Проглашени су добитници награде Голубић 2017. за најуспелију причу ученика основних и средњих школа у Србији и земљама региона:
Гран при Голубић 2017. освојио је Душан Цвијетић за  причу "Без имена"; 3. разред, Гимназија "Урош Предић", Панчево.
- У категорији ученика основних школа од првог до четвртог разреда:

I Награда: Андреј Милетић за причу "Буди звезда која води" - 3. разред, Основна школа "Станислав Сремчевић", Крагујевац
II Награда: Анђела Перић за причу "Госпа Натина авантура" - 2. разред, Основна школа "Дража Марковић Рођа", Смољинац
III Награда: Теодора Вулин за причу "Бајка о Сунцу" - 4. разред, Основна школа "Стевица Јовановић", Панчево
- У категорији ученика основних школа од петог до осмог разреда:

I Награда: Вук Димитријевић за причу "Сан на јастуку који су појели мољци" - 6. разред, Основна школа "Милунка Савић", Краљево
II Награда: Урош Тирнанић за причу "Сокоћала" - 7. разред, Основна школа "Ратко Митровић", Нови Београд
III Награда: Богдана Јовановић за причу "Кад лишће опада" - 6. разред, Основна школа "Бранко Радичевић", Седларе
- У категорији ученика средњих школа:

I Награда: Ана Гвозденовић за причу "Савршен Живот" - 3. разред, Математичка гимназија, Београд
II Награда: Тијана Митровић за причу "Човек сам ту и смем да будем то" - 4. разред, Гимназија, Ивањица
III Награда: Дуња Димитријевић за причу "Све што у животу ткаш, вежи конац за небо" - 4. разред, Гимназија, Ивањица
Приказан је филм Карловачки доживљаји из архиве РТС-а коју је Библиотеци уступила Кућа легата у Београду.
У завршном делу манифестације, представљен је књижевни портрет Давида Албахарија, добитника награде Вељкова голубица 2016. Тим поводом говорили су проф. др Михајло Пантић, проф. др Владимир Гвозден, Драган Бабић и Милица Лазовић.
Награда Вељкова голубица, која се додељује за целокупно приповедачко дело, за 2017. годину није додељена.

### XII Вељкови дани
Дванаести Вељкови дани су одржани 22. и 23. новембра 2018. године.
Први дан, 22. новембар обележен је округлим столом на тему "Повратак причи у савременој српској прози". Учесници округлог стола били су проф. др Александар Јерков, др Марко Недић, др Јасмина Врбавац, проф. др Слободан Владушић и др Милета Аћимовић Ивков. Уводно слово дао је проф. др Тихомир Петровић, председник Организационог одбора Вељкових дана.
У завршном делу манифестације Марија Чачић, руководилац Завичајног одељења, прогласила је добитника награде Вељкова голубица 2018., Горана Петовића. Горан Петровић је поводом доделе награде Вељкова голубица прочитао беседу "Колико чега стаје на полицу кућне библиотеке".
Другог дана, 23. новембра проглашени су добитници награде Голубић 2018. за најуспелију причу ученика основних и средњих школа:
Гран при Голубић 2018. освојио је Душан Цвијетић за причу "Ин астрис стамен"; 4. разред, Гимназија "Урош Предић", Панчево.
- У категорији ученика основних школа од првог до четвртог разреда:

I Награда: Лила Станојевић за причу "Прича о две клавирске дирке" - 4. разред, Основна школа "Иван Гундулић", Београд
II Награда: Јована Петровић за причу "Колачић и велика авантура" - 4. разред, Основна школа "Свети Сава", Београд
III Награда: Милица Ђукић за причу "Зима је пред вратима" - 4. разред, Основна школа "Милош Црњански", Београд
- У категорији ученика основних школа од петог до осмог разреда:

I Награда: Харис Халилбашић за причу "Сад ћу као птица лакше наћи пут" - 7. разред, Прва основна школа, Живинице, БиХ
II Награда: Јана Петровић за причу "Стршљен - опака звер" - 8. разред, Основна школа "Краљ Александар I ", Пожаревац
III Награда: Ивана Јанков за причу "Сањар будућности" - 7. разред, Основна школа "Никола Тесла",  Банатско Карађорђево
- У категорији ученика средњих школа:

I Награда: Ленка Настасић за причу "Близина" - 4. разред, Гимназија "Вељко Петровић", Сомбор
II Награда: Лука Баровић за причу "Посвета" - 1. разред, Математичка гимназија, Београд
III Награда: Петар Лучић за причу "Шипак или херпес" - 3. разред, Гимназија Живинице, БиХ

### XIII Вељкови дани
Тринаести Вељкови дани су одржани 5. и 6. новембра 2020. године.
Први дан, 5. новембар обележен је округлим столом на тему "Историја, стварност и прича: земља и људи у прози Вељка Петровића" на којем су учествовали: Горана Раичевић, Гојко Божовић, Милан Алексић и Стеван Јовићевић. Свечаност је отворила НаташаТуркић, управница Библиотеке, а програм је водила Марија Чачић, руководилац Завичајног одељења. Манифестација је отпочела читањем саопштења књижевног критичара Милете Аћимовића Ивкова, чије је учешће из оправданих разлога изостало.
Другог дана, 6. новембра, на Дечјем одељењу приказан је филм снимљен поводом годишњице Библиотеке.
Проглашени су добитници награде Голубић 2020. за најуспелију причу ученика основних и средњих школа и уручене награде присутним добитницима.
Ученици Музичке школе "Петар Коњовић" кроз традиционално певање, тамбуру, гитару и виолину, обогатили су програм посвећен награђеним ученицима.
Гран при Голубић 2020. освојио је Никола Тољ за причу "Бедем"; 4. разред, „XIV београдска гимназија“, Београд.
- У категорији ученика основних школа од првог до четвртог разреда:

I Награда: Филип Грекса за причу "Смешна прича" - 2. разред, Основна школа "Ђура Јакшић", Просек
II Награда: Сава Радивојевић за причу "Моја прича" - 4. разред, Основна школа "Станоје Миљковић", Брестовац,
III Награда: Талија Марковић за причу "Прича о Совић Сови" - 3. разред, Основна школа "Вук Караџић", Врање.
- У категорији ученика основних школа од петог до осмог разреда:

I Награда: Лила Станојевић за причу "На острву мира" - 6. разред, Основна школа "Марко Орешковић", Београд,
II Награда: Радош Илић за причу "Човек са пуно питања" - 6. разред, Основна школа "Коста Абрашевић", Ресник,
III Награда: Сергеј Јовић за причу "Љубав" - 5. разред, Основна школа "Стефан Немања", Ниш.
- У категорији ученика средњих школа:

I Награда: Лола Милићевић за причу "Бројеви и бројке" - 2. разред, „Филолошка гимназија“, Београд,
II Награда: Анастасија Маринковић за причу "Шта је убило Силвију Плат?", - 3. разред, "Карловачка филолошка гимназија", Сремски Карловци,
III Награда: Варвара Алексић за причу "Струне" - 1. разред, Гимназија "Патријарх Павле", Београд.
Књижевна манифестација је настављена у Великој сали Скупштине града, представљањем књижевног портрета Горана Петровића, добитника награде Вељкова голубица за 2018. годину. О његовом стваралаштву говорили су: Јана Алексић, Слађана Илић, Јована Милованчевић и Драган Хамовић.
Награда Вељкова голубица 2020, која се додељује за целокупно приповедачко дело, припала је Јовици Аћину.
Награђени књижевник Јовица Аћин, био је спречен да дође. Беседа "Приповедам за живе и за мртве" коју је посветио Вељковој голубици прочитана је на самом крају манифестације.

### XIV Вељкови дани
Четрнаести Вељкови дани су одржани 3. и 4. новембра 2022. године у Великој сали здања Жупаније и на Дечјем одељењу Библиотеке.
Првог дана, 3. новембар, свечано су отварени Вељкови дани када је одржан и округли сто на тему „Животне и књижевне истине у прози Вељка Петровића“. Учесници критичко-научног скупа су били: Жаклина Дувњак Радић, Милица Кецојевић, Марија Благојевић, Никола Маринковић и Милета Аћимовић Ивков.
Другог дана, 4. новембра, на Дечјем одељењу организована је додела награде Гран при Голубић у 2022. години, за најуспелију причу ученика основних и средњих школа.
Истог дана, у Великој сали здања Жупаније, за округлим столом представљен је књижевни портрет Јовице Аћина, добитника награде у 2020. години. О његовом делу говорили су: Александра Манчић, Симон Грабовац, Снежана Савкић, Марина Аврамовић и Милета Аћимовић Ивков.
У завршном делу дводневне манифестације уручена је награда „Вељкова голубица“, за свеукупно приповедачко стваралаштво, у 2022. години. Награда Вељкова голубица 2022, која се додељује за целокупно приповедачко дело, припала је Радославу Петковићу.

### XV Вељкови дани
Петнаести Вељкови дани су одржани 7. и 8. новембра 2024. године у сали Градске библиотеке на Дечјем одељењу. Манифестација је одржана под покровитељством Града Сомбора, Покрајинског секретаријата за културу, јавно информисање и односе с верским заједницама и Министарства културе Републике Србије
Првог дана манифестације, 7. новембра, одржан је програм поводом Конкурса за најуспелију причу ученика основних и средњих школа Голубић.
Истог дана oдржaн je oкругли стo нa тeму „И други списи  Вељка Петровића“. Учесници критичко-научног скупа били су: Сена Михаиловић Милошевић, Јована Војводић, Мухарем Баздуљ, Саша Радојчић  и Mилeтa Aћимoвић Ивкoв.
Другог дана за округлим столом представљен је књижевни портрет Радослава Петковића, добитника награде Вељкова голубица у 2022. години. О његовом делу говорили су: Наташа Гојковић, Предраг Петровић, Владан Бајчета, Марко Аврамовић и Милета Аћимовић Ивков.
У завршном делу дводневне манифестације уручена је награда „Вељкова голубица“, за свеукупно приповедачко стваралаштво, у 2024. години. Награда Вељкова голубица 2024, која се додељује за целокупно приповедачко дело, припала је Драгу Кекановићу.

## Штампане публикације

### Библиотека Вељкови дани
Током година трајања Вељкових дана Градска библиотека је почела да штампа књиге у склопу нове издавачке целине Библиотека Вељкови дана и чине је Зборници саопштења и Библиотека Вељкова голубица.

#### Зборници саопштења
1. Приповедачко дело Вељка Петровића; Савремена српска приповетка: зборник саопштења - Вељкови дани 2007; Сомбор; 2008. година
2. Песничко дело Вељка Петровића ; Књижевни портрет Мирослава Јосића Вишњића: зборник саопштења - Вељкови дани 2008; Сомбор; 2009. година
3. Вељко Петровић енциклопедист; Књижевни портрет Драгослава Михаиловића: зборник саопштења - Вељкови дани 2009; Сомбор; 2009.година
4. Вељко Петровић есејист; Књижевни портрет Данила Николића: зборник саопштења - Вељкови дани 2010; Сомбор; 2011. година
5. Књижевни погледи Вељка Петровића; Књижевни портрет Радована Белог Марковића: зборник саопштења - Вељкови дани 2011; Сомбор; 2012. година
6. Вељко Петровић историчар новије српске уметности и ликовни критичар; Књижевни портрет Радослава Братића: зборник саопштења - Вељкови дани 2012; Сомбор; 2013.година
7. Равница Вељка Петровића; Књижевни портрет Милисава Савића: зборник саопштења - Вељкови дани 2013; Сомбор;
8. Књижевни портрет Саше Хаџи Танчића; Књижевни портрет Михајла Пантића: зборник саопштења - Вељкови дани 2014. и 2015; Сомбор; 2016. година
9. Легат Вељка Петровића; Књижевни портрет Мира Вуксановића: зборник саопштења - Вељкови дани 2016; Сомбор; 2017. година
10. Родољубље Вељка Петровића; Књижевни портрет Давида Албахарија: зборник саопштења - Вељкови дани 2017; Сомбор; 2018. година

#### Библиотека Вељкова голубица
Библиотеку  „Вељкова голубица“  чине књиге одабраних прича добитника Вељкове голубице:
1. "Антологија" - Мирослав Јосић Вишњић; Сомбор; 2008. година
2. "Богиње" - Драгослав Михаиловић; Сомбор; 2009. година
3. "Друго одело" - Данило Николић; Сомбор; 2010. година
4. "О свему ће причати Гаврило : приче и приповетке" - Радован Бели Марковић; Сомбор; 2011. година
5. "Дошао сам на свет с лепом раном и друге приче" - Радослав Братић; Сомбор; 2012. година
6. "Изабране приче, с коментарима" - Милисав Савић; Сомбор; 2013. година
7. "Такав живот : и јест и будет" - Саша Хаџи Танчић; Сомбор, 2015. година
8. "Повратак у Раванград : биографске приповести с прологом и писмом својих ликова" - Миро Вуксановић; Сомбор; 2016. година
9. "Проза о прози : фрагменти о краткој причи" - Давид Албахари; Сомбор; 2017. година
10. "Седми дан кошаве : (приче, по некоме)" - Михајло Пантић -(издање Архипелага из Београда и Градске библиотеке "Карло Бијелицки“ Сомбор); Београд, Сомбор; 2015. година

## Галерија
Добитници награде Вељкова голубица
- Мирослав Јосић Вишњић
- Драгослав Михаиловић
- Данило Николић
- Радован Бели Марковић
- Радослав Братић
- Милисав Савић
- Саша Хаџи Танчић
- Михајло Пантић
- Миро Вуксановић
- Давид Албахари
- Горан Петровић
- Јовица Аћин
- Радослав Петковић